# Зіферсгюттен
Зіферсгюттен (нім. Sievershütten) — громада в Німеччині, розташована в землі Шлезвіг-Гольштейн. Входить до складу району Зегеберг. Складова частина об'єднання громад Кісдорф.
Площа — 7,09 км2. Населення становить 1120 ос. (станом на 31 грудня 2020).